# Militärbezirk V
Der Militärbezirk V (kurz: MB V) war die im Nordteil des DDR-Territoriums geschaffene, militäradministrative territoriale Vereinigung von Verbänden, Truppenteilen, Einheiten und militärischen Einrichtungen verschiedener Waffengattungen, Spezialtruppen und Dienste der Landstreitkräfte der NVA sowie des (militärischen) Ersatzwesens der NVA. Aus diesen Formationen wären im Mobilmachungsfall die 5. Armee (NVA) und der Territoriale Militärbezirk V gebildet worden.
Das Führungsorgan befand sich am Standort Neubrandenburg unter der Bezeichnung Kommando Militärbezirk V (Kdo MB V) und umfasste die Feldführung der 5. Armee (NVA) und die Führung des Territorialen Militärbezirks.
Aus dem Bestand der Landstreitkräfte der NVA waren dem Kommando MB V eine Panzerdivision (9. PD) und zwei mot. Schützendivisionen (1. MSD, 8. MSD) zugeteilt. In direkter Unterstellung wurden als Armeekomplex weitere Verbände, Truppenteile, Einheiten und Einrichtungen geführt.

## Geschichte

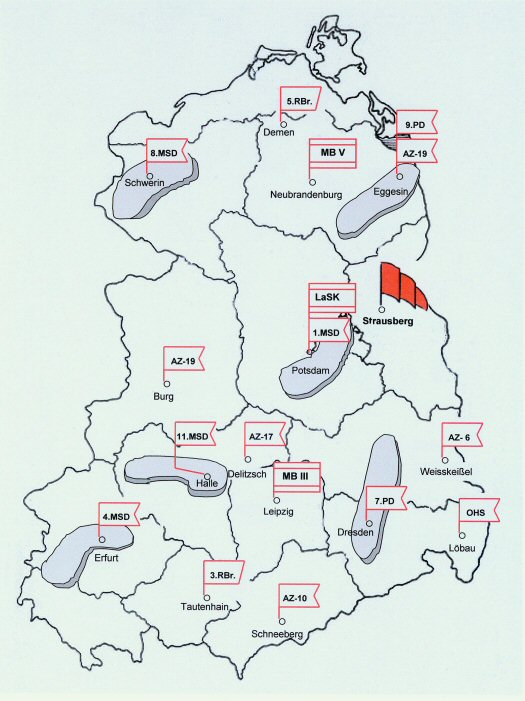
Stationierung der Landstreitkräfte der NVA auf dem Gebiet der DDR

### Zweck der territorialen Gliederung
Die militäradministrative Untergliederung des DDR-Staatsterritoriums in drei geografische Räume (Nord-, Süd-, Berliner Raum) diente seit Anfang der 1950er Jahre der koordinierten Vorbereitung (Planung, Organisation, Führung) und Durchführung aller Maßnahmen der Landesverteidigung unter Berücksichtigung der unterschiedlichen militärgeografischen Bedingungen und der Anforderungen der sowjetischen Streitkräftegruppierung nach militärstrategischen Richtungen.
Im Zuge der staatlichen Verwaltungsreform von 1952 wurden die Länderkompetenzen auf die Bezirke der DDR übertragen. Die militäradministrativen Zuständigkeiten waren bereits  konsequent auf Republikebene zentralisiert und durch Territoriale Verwaltungen der KVP (Nord TV-12 und Süd TV-24) realisiert. Der Verantwortungsbereich der TV Nord (TV 12) erstreckte sich auf die DDR-Bezirke Neubrandenburg, Rostock, Schwerin, Potsdam, Frankfurt/Oder und Magdeburg.
Zur effizienten Erfassung der personellen und materiellen Ressourcen im Interesse der Landesverteidigung sollte ein enges Zusammenwirken der Militärorganisation mit den Staatsorganen und örtlichen Verwaltungen im Territorium ermöglicht werden.

### Wesen der dualen Führungsfunktion
Bereits die Schaffung und Formierung der Infanterieverbände und mechanisierten Verbände der Kasernierten Volkspolizei (KVP) der DDR Anfang der 1950er Jahre wurde durch Territoriale Verwaltungen der KVP (Nord TV-12 und Süd TV-24) in Pasewalk und Leipzig geführt. Damit wurde durch die KVP in der DDR frühzeitig das sowjetische Prinzip der dualen militärischen Führungsfunktion im Territorium installiert und in der KVP-Nachfolge beibehalten. Das bedeutete, dass der Auftrag zur operativen „Feldführung“ der KVP-Formationen und die militäradministrative „Territoriale Verwaltung“ für das Ersatzwesen unter einheitlichem Kommando vollzogen wurden. Erst in zu bestimmenden Anlassfällen wäre die funktionelle und strukturelle Trennung möglich gewesen.
Dem Chef des Militärbezirks waren alle Verbände, Dienststellen und Einrichtungen unterstellt, die gemäß Struktur zum Militärbezirk gehörten. Darüber hinaus waren in den Fragen des Standortdienstes alle im territorialen Bereich des Militärbezirkes ständig oder zeitweilig untergebrachten Verbände, Truppenteile, Dienststellen, Lehranstalten und Einrichtungen der Land- und Luftverteidigung unterstellt.

### Herkunft des Militärbezirks V
Die maßgebliche Forderung aus der Sowjetunion nach originären DDR-Streitkräften bekam erst Öffentlichkeit, nachdem im November 1955 in der Bundesrepublik Deutschland die Bundeswehr geschaffen wurde. Die Territorialverwaltungen der KVP führten de-facto bereits im Spätherbst 1955 die Vorbereitungen zur Umwandlung der KVP in reguläre Streitkräfte der DDR.
Zugleich wurden die Kräfte und Mittel der Territorial Verwaltung Nord (TV 12) zum Militärbezirk V (MB V) formiert, darunter aus der KVP-A-Bereitschaft Schwerin die 8. Infanteriedivision/mot. Schützendivision (8. MSD), aus der KVP-A-Bereitschaft Prenzlau die 6. mot.-Schützendivision (6. MSD – aufgestellt im Oktober 1956, aufgelöst 1958) und aus der KVP-Mech.-Bereitschaft Eggesin die 9. Panzerdivision (9. PD). Parallel zu den Divisionen wurden Truppenteile, Einheiten und Einrichtungen als Korps-/Armeekomplex des MB V geschaffen.
Am 18. Januar 1956 verabschiedete die Volkskammer der DDR nach Rücksprache der SED-Führung mit dem ZK der KPdSU das Gesetz „über die Schaffung der Nationalen Volksarmee und des Ministeriums für Nationale Verteidigung“. Das zum 1. März 1956 gebildete Ministerium für Nationale Verteidigung (MfNV) ordnete die formierten Kräfte den beiden Verwaltungen der Militärbezirke (VW MB III und VW MB V) der Landstreitkräfte zu, denen die operativen Führung dieser Verbände und Truppenteile übertragen wurde. Bereits 1956 erhielten die ersten Verbände und Truppenteile die Truppenfahne.

### Herkunft des Kommandos MB V
Aus der Territorial Verwaltung Nord (TV 12) der KVP wurde 1955/56 die Verwaltung des Militärbezirkes Neubrandenburg am Standort Pasewalk formiert.
Erst am 15. Mai 1957 wurde die Verwaltung MB V in Kommando MB V (Kdo MB V) umbenannt. Die Eckpfeiler der Struktur des Kommandos MB V blieben in den Folgejahren im Wesentlichen konstant, wurden jedoch an die Entwicklung im Militärwesen und die Einführung moderner Waffensysteme angepasst.
Das Kommando MB V bezog ab Oktober 1956 seinen Sitz in der Kaserne Ihlenfelder Vorstadt in Neubrandenburg.
Trotz vieler Probleme – Fehl bei Personal, Ausrüstung, Unterkünften – konnte der Aufbau des Kommandos MB V bis Ende 1956 im Wesentlichen beendet werden.

### Führung der Wehrkommandos
Mit Befehl Nr. 6/56 des Ministers für Nationale Verteidigung wurde im April 1956 im Interesse des Ersatzwesens mit der Aufstellung der Wehrbezirkskommandos begonnen. Die territoriale Zuständigkeit der Wehrbezirkskommandos (WBK) und Kreiskommandos – ab 1962 Wehrkreiskommandos (WKK) – war deckungsgleich mit der territorialen Verwaltungsgliederung der DDR.
Dem Militärbezirk V wurden die DDR-Bezirke Frankfurt/Oder, Magdeburg, Neubrandenburg, Potsdam, Rostock, Schwerin zugeordnet. Deren Wehrbezirkskommandos und das WBK Berlin waren der Führung des Territorialen Militärbezirks V unterstellt.
Die Aufgaben der Wehrkommandos waren:
- die Sicherstellung der personellen Auffüllung der NVA und der Grenztruppen der DDR;
- die Einberufung von Reservisten zur Qualifizierung und Weiterbildung;
- die Nachwuchsgewinnung für eine längere Dienstzeit als Unteroffizier auf Zeit, Berufsunteroffizier, Fähnrich und Offizier;
- die personelle und materielle Auffüllung (Ersatzwesen) und die Nachweisführung (Wehrdokumentation);
- die militärische Öffentlichkeitsarbeit und
- die Erfüllung von Aufgaben im Bereich der Bezirks- und Kreiseinsatzleitungen.

Ab 1967 kamen Aufgaben in der Mobilmachung und der Territorialverteidigung hinzu, das jeweilige Wehrkreiskommando wurde zum Stab der Kreiseinsatzleitung (KEL), die Wehrbezirkskommandos wurden zu Stäben der Bezirkseinsatzleitungen (BEL).

### Übungs- und Manöverteilnahme im Koalitionsbestand
Militärische Höhepunkte in der Ausbildung der Stäbe und Truppen waren die Manöver und Truppenübungen des MB V im Koalitionsbestand, darunter:
- August 1957 – Erste gemeinsame Übung von Führungsorganen und Truppen der NVA (1. Mot.-Schützendivision und weitere) im Koalitionsbestand (NVA, SU) nach Plan der Vereinten Streitkräfte;
- Mai 1961 – Teilnahme von Teilen MB V an der gemeinsamen Kommandostabs- und Truppenübung im Koalitionsbestand (NVA, SU);
- Oktober 1962 – Teilnahme von Teilen MB V am Manöver „Baltryk–Odra“ im Koalitionsbestand (NVA, PL, SU);
- April 1965 – Teilnahme von Teilen MB V an der Truppenübung im Koalitionsbestand (NVA, SU) westlich von Berlin;
- Mai/Juni 1967 – Teilnahme von Teilen MB V an einer mehrstufigen Kommandostabsübung im Koalitionsbestand (NVA, PL, SU);
- September 1969 – Teilnahme von Teilen MB V und Flottenkräften am Manöver „Oder–Neiße“ im Koalitionsbestand (ČS, NVA, PL, SU);
- September 1971 – Teilnahme von Teilen MB V an der Übung „Herbststurm-71“ im Koalitionsbestand (NVA, PL, SU);
- Februar/März 1972 – Teilnahme von Teilen MB V an der Übung operativer Stäbe der Landstreitkräfte, Luftstreitkräfte/Luftverteidigung und Ostseeflotten im Koalitionsbestand (NVA, PL, SU);
- September 1976 – Teilnahme von Stäben und Truppen des MB V an der Truppenübung „Schild-76“ im Koalitionsbestand (ČS, NVA, PL, SU) auf dem Territorium der VR Polen, bei Anwesenheit von KSZE-Beobachtern;
- März 1977 – Teilnahme von Stäben und Truppen des MB V an der Kommandostabsübung „Sewer 77“ im Koalitionsbestand (NVA, SU) auf DDR-Territorium;
- März 1982 – Teilnahme von Stäben und Truppen des MB V an der operativ-taktischen Übung „Drushba 82“ im Koalitionsbestand (NVA, PL, SU) im nordwestlichen Teil der VR Polen;
- Juli 1982 – Teilnahme von Stäben und Truppen des MB V an der gemeinsamen Übung im Koalitionsbestand (NVA, PL, SU) im Norden der DDR;
- Februar/März 1984 – Teilnahme von Stäben und Truppen des MB V, darunter Mot.-Schützenregiment MSR-3, an der gemeinsamen Übung im Koalitionsbestand (NVA, PL, SU) im westlichen und nordwestlichen Teil der VR Polen;
- September 1985 – Teilnahme von Stäben und Truppen des MB V an der gemeinsamen Truppenübung „Drushba 85“ im Koalitionsbestand (NVA, PL, SU) in der VR Polen;
- August 1986 – Teilnahme von Stäben und Truppen des MB V (u. a. II. AA des AR-5) an der gemeinsamen Truppenübung „Drushba 86“ im Koalitionsbestand (NVA, VR Polen, SU) auf dem Gebiet der DDR;
- März 1987 – Gemeinsame Truppenübung der 1. MSD (MB V) und 11. MSD (MB III) im Koalitionsbestand (NVA, SU), mit Forcieren unter Winterbedingungen, bei Anwesenheit von KSZE-Beobachtern;[25]
- April 1987 – Gemeinsame Truppenübung im Koalitionsbestand (NVA, SU), bei Anwesenheit von KSZE-Beobachtern;
- Juli 1987 – Gemeinsame Truppenübung im Koalitionsbestand (NVA, SU) im Nordwestteil der DDR, bei Anwesenheit von KSZE-Beobachtern aus 20 Signatarstaaten;
- Juni 1988 – Teilnahme der NVA an der gemeinsamen Truppenübung „Schild 88“ im Koalitionsbestand (ČS, NVA, PL, SU) im Nordwestteil der VR Polen, bei Anwesenheit von KSZE-Beobachtern aus 20 Signatarstaaten.[25]

### Herstellung höherer Bereitschaftsstufen (1961, 1962)
Der Militärbezirk V wurde am 13. August 1961 durch den Minister für Nationale Verteidigung in die Stufe „Erhöhte Gefechtsbereitschaft“ in den Kasernen versetzt und der Einsatz je eines diensthabenden Bataillons (einer Abteilung) in den Regimentern organisiert. Die Dienstzeit der im Herbst zu Entlassenden wurde zunächst bis Ende Dezember 1961 verlängert. Ab 23. September 1961 setzten die Verbände, Truppenteile, Einheiten und Einrichtungen des MB V den normalen Dienstbetrieb fort.
Die Ausbildung der Freiwilligen, die im Herbst 1961 der Initiative des Zentralrats des Jugendverbands „Freie Deutsche Jugend“ (FDJ) vom 16. August 1961 in allen Bezirken folgten, geschah in Ausbildungsregimentern der Divisionen. Die Hauptkräfte der Standorteinheiten bezogen für zwei Monate Feldlager auf den Standort- und Truppenübungsplätzen. Die zur Entlassung stehenden, freiwillig Dienenden wurden Ende April 1962 in die Reserve versetzt.
Im Zusammenhang mit der angespannten militärpolitischen Lage zwischen den Vereinigten Staaten und der Sowjetunion in der „Kubakrise“ wurde erstmals am 23. Oktober 1962 die „Erhöhte Gefechtsbereitschaft“ für die Vereinten Streitkräfte des Warschauer Vertrages angewiesen. Laut Befehl Nr. 104/62 des Ministers stellte auch der gesamte Militärbezirk MB V die Höhere Bereitschaftsstufe her. Die damit verbundene Ausgangs- und Urlaubssperre, der Aufschub der Herbstentlassungen und die Aktivitäten der Mobilmachungsbereitschaft endeten am 21. November 1962.

## Die Chefs des Militärbezirks / Befehlshaber 5. Armee (NVA)
An der Spitze des Militärbezirks standen von Anfang an hochqualifizierte, zuverlässige Militärs. Erster Chef des Militärbezirks V war Generalmajor Hermann Rentzsch, ehemals  Mitglied im Nationalkomitee Freies Deutschland und Frontbevollmächtigter der 6. Gardearmee (SU). Im Zeitraum seines Bestehens hatte der Militärbezirk acht Chefs.
Chefs des Militärbezirkes V waren:
- Generalmajor Hermann Rentzsch (1. März 1956 – 31. Dezember 1957);
- Oberst[28] Martin Bleck (1. Januar 1958 – 31. Juli 1964);
- Generalmajor Horst Stechbarth (1. August 1964 – 28. Februar 1967);
- Generalmajor[29] Kurt Lange (16. März 1967 – 30. September 1972);
- Generalmajor[30] Joachim Goldbach (1. Oktober 1972 – 15. Oktober 1979);
- Generalmajor[31] Manfred Gehmert (16. Oktober 1979 – 30. November 1986);
- Generalmajor[32] Horst Sylla (1. Dezember 1986 – 14. September 1990);
- Generalmajor Manfred Jonischkies (15. September 1990 – 2. Oktober 1990).

## Organisation

### Angaben zur Gliederung und Struktur
In der territorialen Verantwortungszone des Militärbezirk V lagen Anfang 1956 die Standorte von vier Verbänden der Landstreitkräfte – die 9. Panzerdivision sowie die 8. Infanteriedivision und 1. mechanisierte Division, die beide nach Umstrukturierung im Dezember 1956 in 1. Mot.-Schützendivision bzw. 8. Mot.-Schützendivision umbenannt.
Die 6. Mot.-Schützendivision wurde im Oktober 1956 aufgestellt und 1958 aufgelöst. Aus ihren Truppenteilen wurden drei Ausbildungsregimenter formiert, die im Mobilmachungsfall zu motorisierten Schützendivisionen aufwachsen sollten.
Die unmittelbare Führung von drei dieser Verbände (1. MSD, 8. MSD, 9. PD) wurde dem Kommando MB V übertragen. Diese Gliederung blieb bis zur Auflösung der NVA erhalten.
Der Feldführung / 5. Armee mit Armeekomplex konnte eine wechselnde Anzahl von Verbänden der Landstreitkräfte der NVA oder Verbündeter Streitkräfte zugeteilt oder unterstellt werden.
Parallel zu den Divisionen wurden Truppenteile, Einheiten und Einrichtungen als Korps-/Armeekomplex geschaffen und in direkter Unterstellung vom Kommando MB V (Feldführung / 5. Armee) geführt. Zum Armeekomplex der 5. Armee (NVA) gehörten die in der folgenden Tabelle aufgeführten Formationen (Stand 1990).
| Bezeichnung und Abkürzung                                    | Ehrenname                             | Standort                                                 |
| ------------------------------------------------------------ | ------------------------------------- | -------------------------------------------------------- |
| 5. Raketenbrigade (5. RBr)                                   | Bruno Leuschner (26. Februar 1971)    | Stallberg (Viereck), ab 1977 Demen (Lage)                |
| Bewegliche Raketentechnische Basis 5 (BRTB-5)                | Carl Moltmann (1. März 1979)          | Demen (Lage)                                             |
| Artillerieregiment 5 (AR-5)                                  | Paul Sasnowski (1. März 1975)         | Stallberg 1956, ab 1962 Drögeheide, ab 1973 Dabel (Lage) |
| Artillerie-Instrumental-Aufklärungsabteilung (IV./AR-5)      | Aufwuchs zum Regiment (AIAR-5)        | (Lage)                                                   |
| Geschosswerferabteilung 5 (GeWA-5)                           |                                       | Dabel (Lage)                                             |
| Panzerjägerabteilung 5 (PJA-5)                               | Damdiny Suche-Bator (1. März 1986)    | Drögeheide, ab 1973 Dabel (Lage)                         |
| Fla-Raketenregiment 5 (FRR-5)                                | Bernhard Bästlein (29. Februar 1978)  | Basepohl (Lage)                                          |
| Bewegliche Fla-Raketentechnische Basis 5 (BFRTB-5)           | Reinhold Pretzsch (1. März 1983)      | Basepohl (Lage)                                          |
| Kampfhubschraubergeschwader 5 (KHG-5)                        | Adolf von Lützow (1. März 1980)       | Basepohl (Lage)                                          |
| Hubschrauberstaffel der Führung und Aufklärung 5 (HGFA-5)    |                                       | Basepohl (Lage)                                          |
| Funk- und Funktechnisches Aufklärungsbataillon 5 (FuFuTAB-5) | (1984–1989) Aufklärungsbataillon AB-5 | Glöwen (Lage)                                            |
| Funktechnisches Bataillon 5 (FuTB-5)                         | Friedrich Dethloff (1. März 1989)     | Basepohl (Lage)                                          |
| Bataillon Funkelektronischer Kampf 5 (BFEK-5)                | Paul Verner (1. März 1989)            | Goldberg (Lage)                                          |
| Nachrichtenregiment 5 (NR-5)                                 | Horst Jonas (7. Oktober 1969)         | Fünfeichen (Neubrandenburg) (Lage)                       |
| Leitungsbauregiment 5 (LBR-5)                                | Bruno Kühn (1. März 1988)             | Fünfeichen (Neubrandenburg) (Lage)                       |
| Pionierregiment 5 (PiR-5)                                    | Horst Viedt (1. Juli 1967)            | Pasewalk (Lage)                                          |
| Pontonregiment 5 (PoR-5)                                     | Kurt Römling (1. März 1975)           | Havelberg (Lage)                                         |
| Lande- und Übersetzbataillon 5 (LÜB-5)                       | 1973–1981, danach im PoR-5            | Havelberg (Lage)                                         |
| Bataillon Chemische Abwehr 5 (BChA-5)                        | Erwin Fischer (1. März 1985)          | Prenzlau (Lage)                                          |
| Detonometrie- und Aufklärungsbataillon 5 (DetAB-5)           | Hermann Schmidt (1. März 1989)        | Prenzlau (Lage)                                          |
| Wach- und Sicherstellungsbataillon 5 (WSB-5)                 | Hans-Arno Eckelmann (1. März 1987)    | Neubrandenburg (Lage)                                    |
| Bataillon Materielle Sicherstellung 5 (BMS-5)                |                                       | Pasewalk (Lage)                                          |
| Instandsetzungsbataillon 5 (IB-5)                            |                                       | Relzow (Lage)                                            |

Darüber hinaus wurden vom Kommando MB V weitere Einheiten und Einrichtungen zur allseitigen Sicherstellung geführt. Dazu gehörten die Armeelazarette Neustadt-Glewe, Potsdam, Ueckermünde, die im Verteidigungszustand als Reservelazarette vom Territorialen Militärbezirk geführt wurden. Der Feldführung/5. A wurden aufzustellende Selbstständige Medizinische Abteilungen (SMA) zugeteilt.

### Ausbildungszentren und Mobilmachung
Die Ausbildung von Unteroffizieren wurde ab Ende der 1960er Jahre an Unteroffiziersschulen in den Strukturelementen Fachrichtung für die Profile Mot.-Schützen, Panzer, Artillerie, Nachrichten und Gesellschaftswissenschaftliche Ausbildung und Waffengattungen/Dienste (Pionier-, Kfz.-, Verpflegungs-, Sanitäts- und Chemischer Dienst) durchgeführt.
Die folgenden vom Kommando Militärbezirk V geführten Ausbildungseinrichtungen bildeten die Basis für die Aufstellung der Mobilmachungsdivisionen, die entsprechend ihrer territorialen Lage als Armee- oder Frontreserven einsetzbar waren:
- Ausbildungszentrum 19 in Burg – für die Aufstellung der 19. MSD; vordem als AZ-15 (1981–1986).[40]
- Ausbildungszentrum 20 in Karpin – für die Aufstellung der 20. MSD; vordem Unteroffiziersschule III (bis 30. November 1986),[41] Ehrenname „Max Mattern“ (1. Dezember 1974).

Dazu verfügten die Unteroffiziersschulen (ab 1986 – Ausbildungszentren) aktiv über eine Stabskompanie, eine Panzerabwehrlenkraketenbatterie (PALRBttr), eine Instandsetzungskompanie (IK), ein Nachrichten-/Werkstattlager (NWL), einen Med.-Punkt und ein Komplexlager (für Technik, Bewaffnung und Ausrüstung) mit einem Wartungszug (einer Wartungskompanie).

## Ausrüstung mit Technik und Bewaffnung
Die Erstausstattung der Verbände und Truppenteile des Militärbezirks erfolgte zum größten Teil mit sowjetischer Militärtechnik und Bewaffnung, die sich bereits im 2. Weltkrieg bewährten. Dazu gehörten unter anderem der Karabiner K 44, die Maschinenpistole MPi 41, die Panzerbüchse RPG-2, der Granatwerfer 82 mm und 120 mm, die 45 mm Panzerabwehrkanone PAK-42, die 76 mm Kanone K-42, die Selbstfahrlafette SFL SU 85 mm bzw. 100 mm und der mittlere Kampfpanzer T34/76.
In den 34 Jahren des Bestehens wuchs die Kampfkraft des Militärbezirks V beständig an.
Mit Beginn der 1960er Jahre begann die Aufstellung der 5. Raketenbrigade (5. RBr) und deren Ausstattung mit operativ-taktischen Raketen des Typs R-170 (SCUD A). In den Verbänden wurden Raketenabteilungen mit taktischen Raketen R-30 Luna (FROG 5) ausgerüstet.
Die Nuklearwaffenlager waren unter strikter sowjetischer Kontrolle. Zur Zuführung/Übergabe von nuklearen Gefechtsköpfen an die Raketeneinheiten der NVA-Landstreitkräfte war auch im Militärbezirk V die spezialtechnische Sicherstellung organisiert, die vermutlich durch die GSSD aus dem Sonderwaffenlager Himmelpfort erfolgen sollte.

## Standort- und Truppenübungsplätze des MB V
Alle Standorttruppenteile im Militärbezirk verfügten über ortsnahe Objektausbildungsbasen von unterschiedlicher Größe, in unterschiedlichem Ausbaugrad nach Nutzungszweck durch die jeweilige Truppengattung in Abhängigkeit von den örtlichen Lagebedingungen.
Die Standortübungsplätze (STÜP) im MB V wurden an die Verbände und Standorttruppenteile zur Nutzung nach eigener Planung, zur Pflege, Wartung und Instandhaltung sowie zum Ausbau übergeben. In der Stufe „Volle Gefechtsbereitschaft“ erfolgte die Umunterstellung an den Stellvertreter des Chefs und Chef Ausbildung MB V.
Zur Herstellung der Geschlossenheit ab Kompanie aufwärts (mit Verstärkungsmitteln), für Truppenübungen und Manöverhandlungen wurden die vier Truppenübungsplätze (TÜP) des MB V nach zentraler Planung im Kommando MB V genutzt. Dazu zählten:  TÜP Lehnin, TÜP Lübtheen, TÜP Jägerbrück (Drögeheide), Wasserübungsplatz Göttlin (TÜP Klietz).